# Sepp Behr
Josef Behr, detto Sepp (Sonthofen, 16 ottobre 1929 – Sonthofen, 11 luglio 2023), è stato uno sciatore alpino tedesco che gareggiò per la nazionale tedesca occidentale e, ai VII Giochi olimpici invernali di Cortina d'Ampezzo 1956 e agli VIII di Squaw Valley 1960, per la Squadra Unificata Tedesca.

## Biografia
Sciatore polivalente, Sepp Behr debuttò in campo internazionale in occasione della Settimana internazionale degli sport invernali di Garmisch-Partenkirchen 1951 (18-21 gennaio), dove si classificò 28º nella discesa libera e 19º nella combinata; ai Mondiali di Åre 1954 (1-7 marzo), suo esordio iridato, si piazzò 14º nella discesa libera, 18º nello slalom gigante, 20º nello slalom speciale e 6º nella combinata e nello stesso anno fu  3º, 2º e 4º nei tre slalom giganti delle Drei-Gipfel-Rennen (Arosa, 27-28 marzo), chiudendo 3º nella classifica generale.
Nel 1956 si classificò 3º nello slalom speciale del trofeo Hahnenkamm (Kitzbühel, 14-15 gennaio) e ai successivi VII Giochi olimpici invernali di Cortina d'Ampezzo 1956 (26 gennaio-5 febbraio), suo esordio olimpico, si piazzò 12º nella discesa libera, 8º nello slalom gigante e non completò lo slalom speciale; nel 1957 fu 2º nello slalom speciale del trofeo Ruben Blan (Sankt Moritz, 22-23 febbraio) e l'anno dopo ai Mondiali di Badgastein 1958 (2-9 febbraio) si classificò 10º nello slalom speciale e non completò lo slalom gigante.
Nel 1959 vinse lo slalom speciale dell'Internationalen Adelbodner Skitage (Adelboden, 4-5 gennaio) e l'anno dopo agli VIII Giochi olimpici invernali di Squaw Valley 1960 (19-27 febbraio), sua ultima presenza olimpica e iridata, si piazzò 10º nello slalom speciale, la sola gara nella quale prese il via; disputò le sue ultime gare internazionali in occasione della Coupe Émile Allais 1962 (Megève, 2-4 febbraio). Era padre di Pamela, a sua volta sciatrice alpina.

## Palmarès

### Classiche
Internationalen Adelbodner Skitage
- 1 vittoria (slalom speciale ad Adelboden 1959)

### Campionati tedeschi
- 7 ori (slalom speciale, combinata nel 1954; slalom speciale, combinata nel 1957; slalom gigante, combinata nel 1957; slalom speciale nel 1962)[10]